# Slepotice
Obec Slepotice se nachází v okrese Pardubice, kraj Pardubický. Žije zde 474 obyvatel. Starostou obce je ing. Vítězslav Felcman. Obec leží poblíž řeky Loučné na jihovýchodě okresu Pardubice. Správní území obce tvoří ještě přilehlé osady Lipec, Nové Holešovice, Bělešovice, Jiřičko.

## Části obce
- Slepotice
- Bělešovice
- Lipec
- Nové Holešovice

## Historie
První písemná zmínka o obci pochází z roku 1318 a připomíná rod vladyků ze Slepotic. Dominantou obce je kostel „Povýšení svatého kříže“, který stojí na vyvýšeném místě ve středu obce. V soupise far je uváděn již roku 1350. Na vnější severní straně kostela jsou pískovcové náhrobky rytířů ze Slepotic. Celková oprava kostela byla prováděna v letech 1997–2000.

## Znak
Znak obce byl vytvořen podle erbu vymřelého rodu Slepotických z Sulic.

## Pamětihodnosti
- Kostel Povýšení svatého Kříže
- Slepotická kalvárie z Pardubic

## Pověsti
Jednu místní dívku uštkla zmije. Když se dívka uzdravila, rozhodla se věnovat kostelu Povýšení sv. Kříže zvon a prosila Boha, aby se žádný had nesměl přiblížit na doslech jejího zvonu. Tak se prý děje dodnes a místní zvon chrání obyvatele před uštknutím.